# Elatostema multinervium
Elatostema multinervium är en nässelväxtart som först beskrevs av Elmer Drew Merrill, och fick sitt nu gällande namn av H. Schröter. Elatostema multinervium ingår i släktet Elatostema och familjen nässelväxter. Inga underarter finns listade i Catalogue of Life.